# Lijst van voetbalinterlands Taiwan - Zuid-Korea
Deze lijst van voetbalinterlands is een overzicht van alle officiële voetbalwedstrijden tussen de nationale teams van Taiwan (Chinees Taipei) en Zuid-Korea. De landen hebben tot op heden veertien keer tegen elkaar gespeeld. De eerste ontmoeting, een wedstrijd tijdens de Aziatische Spelen 1954, werd gespeeld in Manilla (Filipijnen) op 8 mei 1954. De laatste confrontatie, een kwalificatiewedstrijd voor de Azië Cup Cup 2007, was op 6 september 2006 in Suwon.

## Wedstrijden
| №  | Plaats          | Datum            | Competitie                 | Wedstrijd                   | Uitslag |
| -- | --------------- | ---------------- | -------------------------- | --------------------------- | ------- |
| 1  | Manilla         | 8 mei 1954       | Aziatische Spelen 1954     | Taiwan − Zuid-Korea         | 5 − 2   |
| 2  | Seoel           | 26 augustus 1956 | Azië Cup 1956 kwalificatie | Zuid-Korea − Taiwan         | 2 − 0   |
| 3  | Taipei          | 2 september 1956 | Azië Cup 1956 kwalificatie | Taiwan − Zuid-Korea         | 1 − 2   |
| 4  | Tokio           | 1 juni 1958      | Aziatische Spelen 1958     | Taiwan − Zuid-Korea         | 3 − 2   |
| 5  | Seoel           | 21 oktober 1960  | Azië Cup 1960              | Zuid-Korea − Taiwan         | 1 − 0   |
| 6  | Kuala Lumpur    | 18 augustus 1963 | Vriendschappelijk          | Taiwan − Zuid-Korea         | 1 − 0   |
| 7  | Taipei          | 7 augustus 1967  | Azië Cup 1968 kwalificatie | Taiwan − Zuid-Korea         | 1 − 0   |
| 8  | Kuala Lumpur    | 18 augustus 1967 | Vriendschappelijk          | Taiwan − Zuid-Korea         | 1 − 2   |
| 9  | Kuala Lumpur    | 13 augustus 1968 | Vriendschappelijk          | Taiwan − Zuid-Korea         | 1 − 2   |
| 10 | Kuala Lumpur    | 15 augustus 1971 | Vriendschappelijk          | Taiwan − Zuid-Korea         | 1 − 0   |
| 11 | Kuala Lumpur    | 22 augustus 1971 | Vriendschappelijk          | Taiwan − Zuid-Korea         | 0 − 2   |
| 12 | Ho Chi Minhstad | 8 augustus 1996  | Azië Cup 1996 kwalificatie | Zuid-Korea − Chinees Taipei | 4 − 0   |
| 13 | Taipei          | 16 augustus 2006 | Azië Cup 2007 kwalificatie | Chinees Taipei − Zuid-Korea | 0 − 3   |
| 14 | Suwon           | 6 september 2006 | Azië Cup 2007 kwalificatie | Zuid-Korea − Chinees Taipei | 8 − 0   |

## Samenvatting
| Competitie            | Totaal gespeeld | Winst Chinees Taipei | Gelijk | Winst Zuid-Korea | Doelsaldo Chinees Taipei – Zuid-Korea |
| --------------------- | --------------- | -------------------- | ------ | ---------------- | ------------------------------------- |
| Azië Cup              | 1               | 0                    | 0      | 1                | 0 − 1                                 |
| Azië Cup-kwalificatie | 6               | 1                    | 0      | 5                | 2 − 19                                |
| Aziatische Spelen     | 2               | 2                    | 0      | 0                | 8 − 4                                 |
| Vriendschappelijk     | 5               | 2                    | 0      | 3                | 4 − 6                                 |
| Totaal                | 14              | 5                    | 0      | 9                | 14 − 30                               |

CTFA ·
Bondscoaches ·
vrouwenvoetbalelftal ·
Topscorers
Afghanistan ·
Australië ·
Bahrein ·
Bangladesh ·
Brunei ·
Cambodja ·
Fiji ·
Filipijnen ·
Grenada ·
Guam ·
Hongkong ·
India ·
Indonesië ·
Irak ·
Iran ·
Israël ·
Japan ·
Jordanië ·
Kenia ·
Kirgizië ·
Koeweit ·
Laos ·
Macau ·
Maleisië ·
Mongolië ·
Myanmar ·
Nepal ·
Nieuw-Zeeland ·
Noord-Korea ·
Oezbekistan ·
Oman ·
Oost-Timor ·
Pakistan ·
Palestina ·
Panama ·
Saint Kitts en Nevis ·
Salomonseilanden ·
Saoedi-Arabië ·
Singapore ·
Sri Lanka ·
Syrië ·
Thailand ·
Trinidad en Tobago ·
Turkmenistan ·
Vietnam ·
Zuid-Korea ·
Zuid-Vietnam
KFA · A-internationals · Selecties · Bondscoaches · Zuid-Koreaans vrouwenelftal · Olympisch elftal · Zuid-Korea U21 · Zuid-Korea U20 · Zuid-Korea U19 · Zuid-Korea U18 · Zuid-Korea U17
1940 – 1949 ·
1950 – 1959 ·
1960 – 1969 ·
1970 – 1979 ·
1980 – 1989 ·
1990 – 1999 ·
2000 – 2009 ·
2010 – 2019 ·
2020 − 2029
WK 1954 · 
WK 1986 · 
WK 1990 · 
WK 1994 · 
WK 1998 · 
WK 2002 · 
WK 2006 · 
WK 2010 · 
WK 2014 · 
WK 2018
OS 1948 ·
OS 1964 ·
OS 1988 ·
OS 1992 ·
OS 1996 ·
OS 2000 ·
OS 2004 ·
OS 2008 ·
OS 2012 ·
OS 2016 ·
OS 2020
1948 ·
1949 ·
1950 · 
1951 · 1952 · 
1953 · 
1954 · 
1955 · 
1956 · 
1957 · 
1958 · 
1959 ·
1960 · 
1961 · 
1962 · 
1963 · 
1964 · 
1965 · 
1966 · 
1967 · 
1968 · 
1969 ·
1970 · 
1971 · 
1972 · 
1973 · 
1974 · 
1975 · 
1976 · 
1977 · 
1978 · 
1979 ·
1980 · 
1981 · 
1982 · 
1983 · 
1984 · 
1985 · 
1986 · 
1987 · 
1988 · 
1989 ·
1990 ·
1991 · 
1992 · 
1993 · 
1994 · 
1995 · 
1996 · 
1997 · 
1998 · 
1999 · 
2000 · 
2001 · 
2002 · 
2003 · 
2004 · 
2005 · 
2006 · 
2007 · 
2008 · 
2009 · 
2010 · 
2011 ·
2012 ·
2013 ·
2014 ·
2015 ·
2016 ·
2017 ·
2018 ·
2019 ·
2020 ·
2021 ·
2022 ·
2023 ·
2024
Afghanistan ·
Algerije ·
Angola ·
Argentinië ·
Australië ·
Bahrein ·
Bangladesh ·
België ·
Bolivia ·
Bosnië en Herzegovina ·
Brazilië ·
Brunei ·
Bulgarije ·
Burkina Faso ·
Cambodja ·
Canada ·
Chili ·
China ·
Colombia ·
Costa Rica ·
Cuba ·
Denemarken ·
Duitsland ·
Ecuador ·
Egypte ·
El Salvador ·
Engeland ·
Filipijnen ·
Finland ·
Frankrijk ·
Georgië ·
Ghana ·
Griekenland ·
Guam ·
Guatemala ·
Haïti ·
Honduras ·
Hongarije ·
Hongkong ·
IJsland ·
India ·
Indonesië ·
Irak ·
Iran ·
Israël ·
Italië ·
Ivoorkust ·
Jamaica ·
Japan ·
Jemen ·
Joegoslavië ·
Jordanië ·
Kameroen ·
Kazachstan ·
Kenia ·
Kirgizië ·
Koeweit ·
Kroatië ·
Laos ·
Letland ·
Libanon ·
Libië ·
Luxemburg ·
Macau ·
Malediven ·
Maleisië ·
Mali ·
Malta ·
Marokko ·
Mexico ·
Moldavië ·
Mongolië ·
Myanmar ·
Nederland ·
Nepal ·
Nieuw-Zeeland ·
Nigeria ·
Noord-Ierland ·
Noord-Korea ·
Noord-Macedonië ·
Noorwegen ·
Oekraïne ·
Oezbekistan ·
Oman ·
Pakistan ·
Palestina ·
Panama ·
Paraguay ·
Peru ·
Polen ·
Portugal ·
Qatar ·
Roemenië ·
Rusland ·
Saoedi-Arabië ·
Schotland ·
Senegal ·
Servië ·
Servië en Montenegro ·
Singapore ·
Slowakije ·
Soedan ·
Spanje ·
Sri Lanka ·
Syrië ·
Tadzjikistan ·
Taiwan ·
Thailand ·
Togo ·
Trinidad en Tobago ·
Tsjechië ·
Tunesië ·
Turkije ·
Turkmenistan ·
Uruguay ·
Venezuela ·
Verenigde Arabische Emiraten ·
Verenigde Staten ·
Vietnam ·
Wales ·
Wit-Rusland ·
Zambia ·
Zuid-Jemen ·
Zuid-Vietnam ·
Zweden ·
Zwitserland
Algerije (2014) · 
Australië (2015, 2) ·
België (2014) · 
Duitsland (2018) · 
Frankrijk (2006) · 
Griekenland (2010) ·
Mexico (2018) ·
Nigeria (2010) · 
Portugal (2022) · 
Rusland (2014) · 
Togo (2006) · 
Zweden (2018) ·
Zwitserland (2006)